# Kroatië op het Eurovisiesongfestival 2001
Kroatië nam deel aan het Eurovisiesongfestival 2001 in Kopenhagen, Denemarken. Het was de 9de deelname van het land op het Eurovisiesongfestival. De selectie verliep via het jaarlijkse Dora. HRT was verantwoordelijk voor de Kroatische bijdrage voor de editie van 2001.

## Selectieprocedure
De nationale finale werd gehouden in de HRT-studio's in Opitija op 4 maart 2001.
In totaal deden er 26 artiesten mee aan deze finale en de winnaar werd gekozen door televoting.

| Volgorde | Artiest              | Lied                    | Plaats | Punten |
| -------- | -------------------- | ----------------------- | ------ | ------ |
| 1        | Petar Grašo          | "Ni mrvu sriće"         | 3      | 72     |
| 2        | Branimir Mihaljević  | "Milenij ljubavi"       | 6      | 44     |
| 3        | Tereza Kesovija      | "Zlatni ključ sudbine"  | 17     | 3      |
| 4        | Vesna Pisarović      | "Za tebe stvorena"      | 4      | 69     |
| 5        | Mirjana Pospiš       | "Pjesmo moja"           | 7      | 39     |
| 6        | Bruno Krajcar        | "Balun"                 | 18     | 2      |
| 7        | Perle                | "Pokraj bistra izvora"  | 15     | 12     |
| 8        | Putokazi             | "Vilino kolo"           | 8      | 37     |
| 9        | Novi fosili          | "Takva ljubav"          | 12     | 17     |
| 10       | Vanna                | "Strings of My Heart"   | 1      | 100    |
| 11       | Josip Katalenić      | "Povedi me"             | 14     | 16     |
| 12       | Vladimir Kočiš Zec   | "Nije kao prije"        | 18     | 2      |
| 13       | Zdenka Kovačiček     | "Ja živim svoj san"     | 12     | 17     |
| 14       | Maja Šuput           | "Hello"                 | 9      | 27     |
| 15       | Dado Topić           | "Što znači zbogom"      | 11     | 18     |
| 16       | Branka Delić         | "Moja je ljubav umorna" | 18     | 2      |
| 17       | Plava trava zaborava | "Svane li dan"          | 10     | 23     |
| 18       | Ksenija              | "Igra"                  | 16     | 5      |
| 19       | Tony Cetinski        | "Iz dana u dan"         | 5      | 60     |
| 20       | Emilija Kokić & Juci | "Ljepota"               | 2      | 73     |

## In Kopenhagen
In Zweden moest Kroatië optreden als 10de van 23 deelnemers, net na Letland en voor Portugal. Op het einde van de puntentelling bleken ze op een 10de plaats te zijn geëindigd met 42 punten. 
België deed niet mee in 2001 en  Nederland had geen punten over voor deze inzending.

### Gekregen punten

#### Finale
| 12 punten  | 10 punten         | 8 punten    | 7 punten                              | 6 punten |
| ---------- | ----------------- | ----------- | ------------------------------------- | -------- |
|            | - Malta - Turkije |             | - Bosnië en Herzegovina - Griekenland |          |
| 5 punten   | 4 punten          | 3 punten    | 2 punten                              | 1 punt   |
| - Slovenië |                   | - Duitsland |                                       |          |

### Punten gegeven door Kroatië

#### Finale
Punten gegeven in de finale:
| 12 punten | Denemarken            |
| 10 punten | Bosnië en Herzegovina |
| 8 punten  | Slovenië              |
| 7 punten  | Turkije               |
| 6 punten  | Frankrijk             |
| 5 punten  | Griekenland           |
| 4 punten  | Zweden                |
| 3 punten  | Verenigd Koninkrijk   |
| 2 punten  | Estland               |
| 1 punt    | Duitsland             |